# Куланак
Куланак (кирг. Куланак) — село в Нарынском районе Нарынской области Кыргызстана. Входит в состав Учкунского аильного округа.
Население в 2009 году составляло 2705 человек.
Село расположено на левом берегу реки Нарын, вдоль трассы Нарын-Казарман. Районный центр Нарын расположен западнее в 45 км и в 29 км от с. Ат-Баши.
Находится в зоне ожидаемых землетрясений II-категории опасности с возможной балльностью 5-7 единиц.

## История
Ранее входило в состав Пишпекского уезда Семиреченской области Туркестанского генерал-губернаторства Российской империи. Основано в 1907 г. семиреченскими казаками как казачий выселок Занарынский (Куланак). В 1944—1958 годах было центром Куланакского района.
Население, в основном, занято в животноводстве. Здесь имеется средняя школа, библиотека, профессионально-техническое училище, больница, 2 фельдшерско-акушерских пункта, дом культуры, универмаг, кондитерская, столовая, фабрика товаров домашнего обихода.

## Персоналии
- Кулумбаев, Джусубалы — Герой Социалистического Труда
- Эркинбаев, Токтоналы — Герой Социалистического Труда.